# Euborellia cincticollis
Euborellia cincticollis är en tvestjärtart som först beskrevs av Gerstaecker 1883.  Euborellia cincticollis ingår i släktet Euborellia och familjen Carcinophoridae. Inga underarter finns listade i Catalogue of Life.